# Municipalita Sagaredžo
Municipalita Sagaredžo (gruzínsky საგარეჯოს მუნიციპალიტეტი, Sagaredžis municipaliteti) je územně-správní celek 2. úrovně (gruz: municipaliteti) v Gruzii, v kraji Kachetie při hranici s Ázerbájdžánem.

## Poloha
Na západě okres sousedí s municipalitami Gardabani v kraji Kvemo Kartli a Mccheta v kraji Mccheta-Mtianetie. Na severu sousedí s Tianeti v kraji Mccheta-Mtianetie, Achmeta a Telavi. Na východě sousedí s municipalitami Signagi a Gurdžáni a na jihu s Ázerbájdžánem.

## Obyvatelstvo
Etnické složení obyvatelstva (2014)
| Gruzínci | 66,09 % |
| Azerové  | 33,16 % |
| Rusové   | 0,33 %  |
| Arméni   | 0,18 %  |
| Oseti    | 0,04 %  |

## Pozoruhodnosti
Mezi známé pozoruhodnosti okresu Sagaredžo patří:
- Vesnice Udžarma (gruzínsky უჯარმა), kde byla v 5. století gruzínským králem Vachtangem I. Gorgasali zřízena rezidence. Ve vsi se též nachází pevnost Udžarma.
- Na skále vybudovaný klášterní komplex sv. Davida z Garedži na hranici s Ázerbájdžánem. Komplex je tvořen stovkami místností, kostelů, kaplí a ubikací vyhloubených ve skále.
- Rozvaliny opevněné katedrály Ninocminda nedaleko okresního města Sagaredžo.
- Vesnice Manavi známá bílým vínem žlutozelené barvy Manavis Mtsvane a ruinami starobylé pevnosti.
- Klášter Natlismtsemeli 12 km západně od kláštera Davida Garedži.

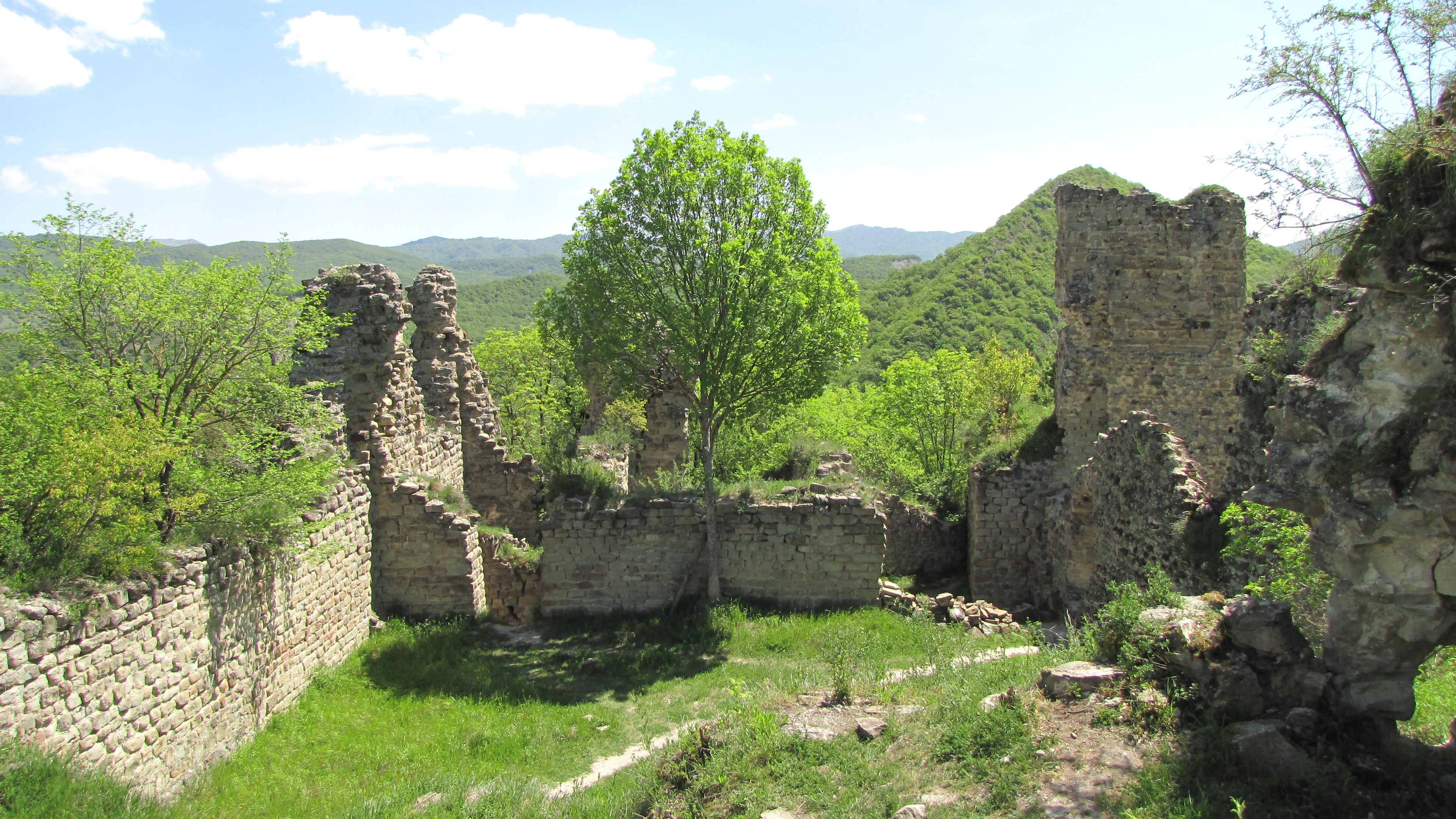
Ruiny pevnosti Udžarma
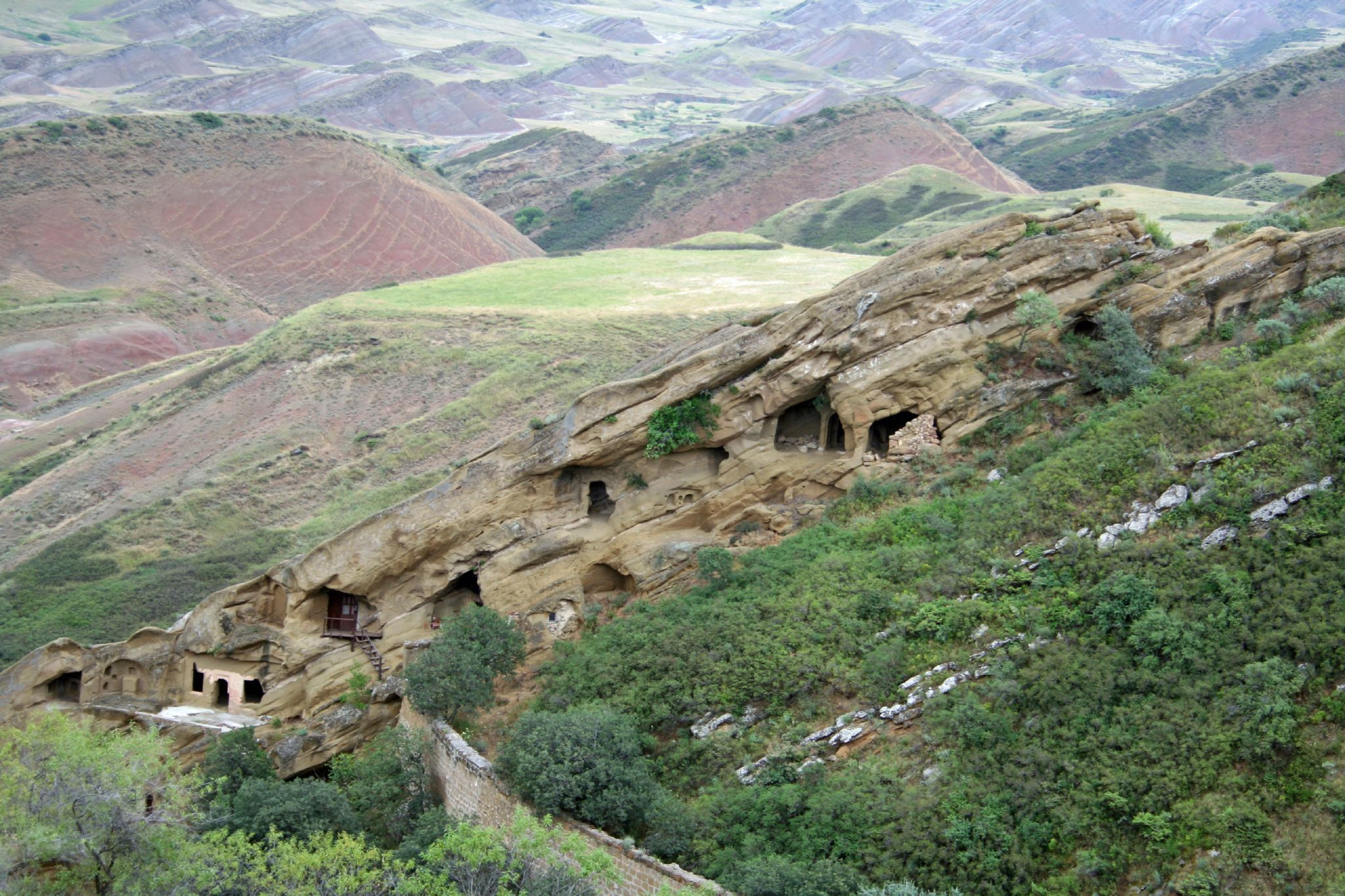
Klášter Davida Garedži ve skále
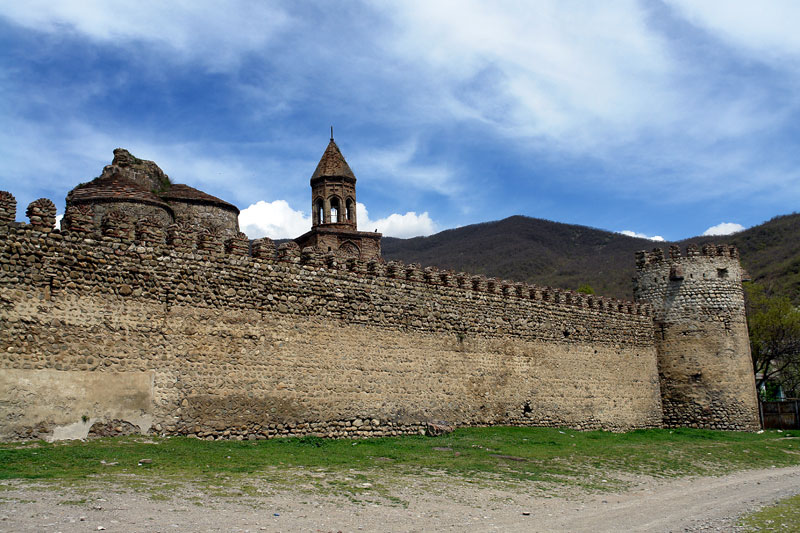
Klášter Ninocminda
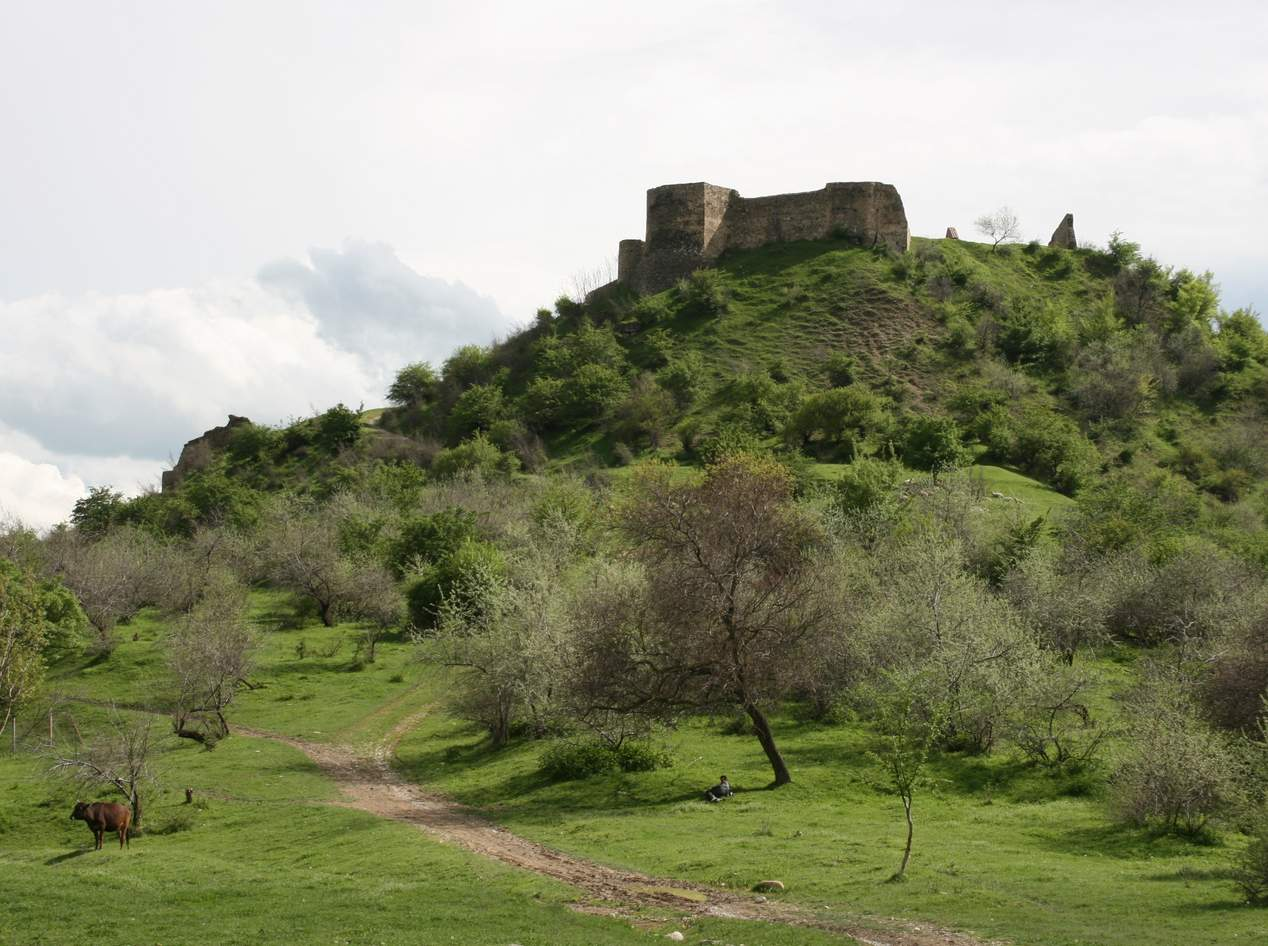
Pevnost Manavi
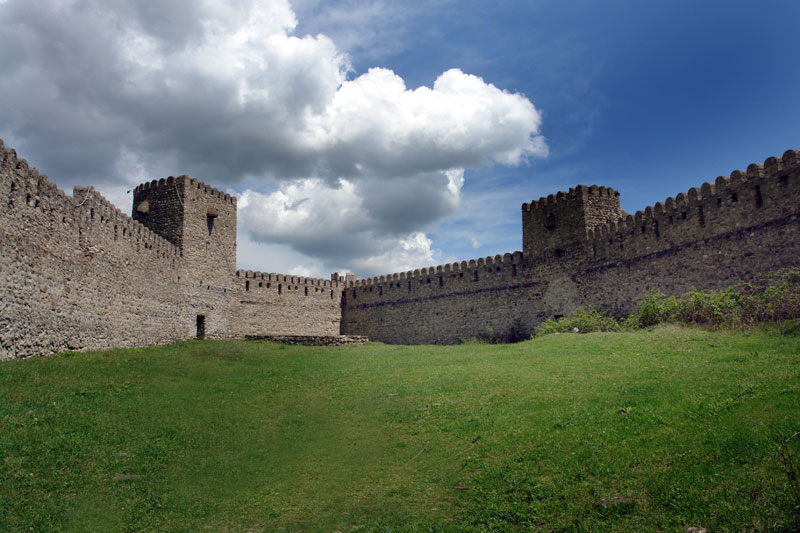
Pevnost Chailuri
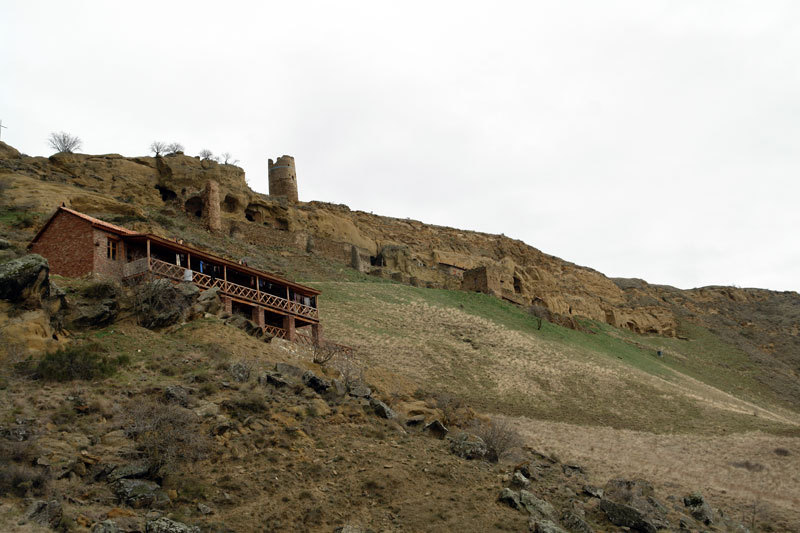
Klášter Natlismtsemeli